# 고자와촌
고자와촌(일본어: 小沢村)은 일본 홋카이도 이와나이군에 설치되었던 촌이다. 현재의 교와정에 해당한다.